# 錫本巴赫河
50°47′43.28″N 6°57′10.69″E / 50.7953556°N 6.9529694°E

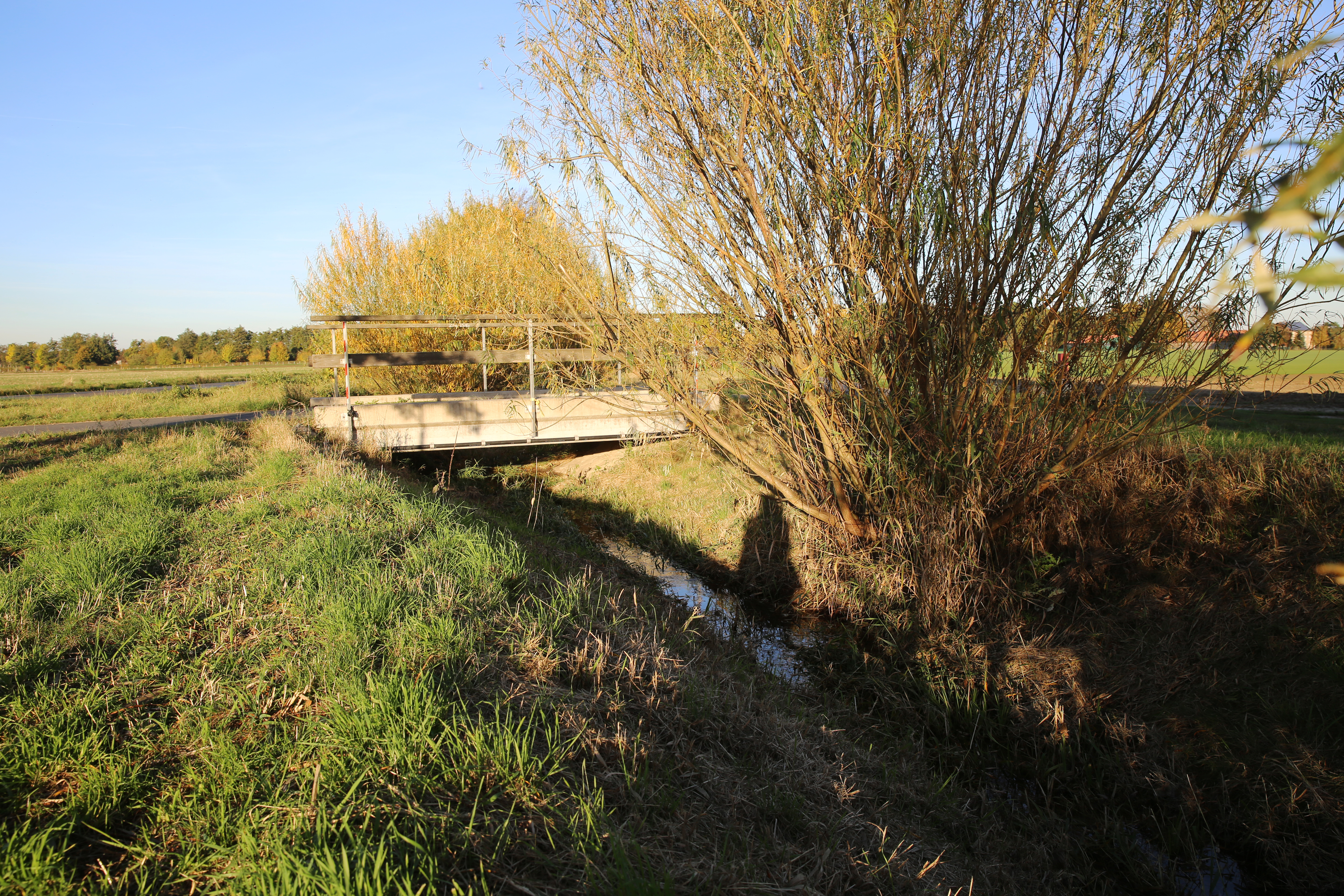

錫本巴赫河（德語：Siebenbach），是德國的河流，位於該國西部，處於北萊茵-威斯特法倫州，屬於迪科普斯巴赫河的支流，河道全長3.1公里，流域面積4.3平方公里。